# II Festiwal Zespołów i Wokalistów Jazzowych „Jazz nad Odrą”
II Festiwal Zespołów i Wokalistów Jazzowych „Jazz nad Odrą” odbył się w dniach 5 - 7 marca 1965 roku.

## Laureaci
W kategorii zespołowej
I miejsce:
- Flamingo
- Trio Włodzimierza Nahornego

II miejsce:
- Ragtime Jazz Band

III miejsce:
- Trio Czesława Gładkowskiego
- Jazz Players

IV miejsce:
- Hagaw

V miejsce:
- Poznański Kwartet Jazzowy

W kategorii indywidualnej
- Włodzimierz Nahorny

Wyróżnienia:
- Lucjan Czaplicki
- Wiesław Skuba
- Seweryn Zawadzki
- Wojciech Rutkowski
- Ryszard Matysiak
- Zdzisława Sośnicka

Nagrody za kompozycje
- I - Czesław Gładkowski
- II - Jerzy Sapiejewski
- III - Włodzimierz Nahorny